# Desierto – Az ördög országútja
A Desierto – Az ördög országútja (eredeti cím: Desierto) 2015-ben bemutatott mexikói-francia thriller. A filmet Jonás Cuarón rendezte, a forgatókönyvet szintén Cuarón írta Mateo Garciaval, a zenét pedig Yoann "Woodkid" Lemoine szerezte. A történet egy mexikói bevándorlókból álló csoportot követ, akik egy a határt őrző férfi elől menekülnek. A szereplők közt megtalálható Gael García Bernal,  Jeffrey Dean Morgan, Alondra Hidalgo és Diego Cataño. 
A filmet először a Torontói Nemzetközi Filmfesztiválon Speciális előadások szekciójában mutatták be 2015. szeptember 13-án, ahol megnyerte a Filmkritikusok Nemzetközi Szövetsége díját. Később Mexikóban 2016. április 15-én, Magyarországon pedig 2017. április 20-án került mozikba.

## Cselekmény
Egy Mexikóból érkező bevándorló csapat arra kényszerült, hogy illegálisan lépjék át az Amerikai Egyesült Államok határát, miután az őket hordozó teherautó egyszer csak lerobban a sivatag közepén. Azonban a túloldalon egy könyörtelen puskás férfibe, Sambe és az ő Gyilkos nevezű kutyájába botlanak, aki saját kezébe veszi az irányítást. Sam puskájával levadássza a csapat nagy részét, a többiek pedig minden erejükkel igyekeznek elmenekülni a fickó közeléből.

## Szereplők
| Szereplő      | Színész             | Magyar hang   |
| ------------- | ------------------- | ------------- |
| Moises        | Gael García Bernal  | Papp Dániel   |
| Sam           | Jeffrey Dean Morgan | Csankó Zoltán |
| Adela         | Alondra Hidalgo     |               |
| Mechas        | Diego Cataño        | Penke Bence   |
| Lobo          | Marco Pérez         | Welker Gábor  |
| Ramiro        | Oscar Flores        |               |
| Ulises        | David Lorenzo       |               |
| Határőr tiszt | Lew Temple          |               |
| Rádiós        | Butch McCain        |               |